# Laurin & Klement - Škoda 120
Laurin & Klement – Škoda 120 (początkowo Laurin & Klement 120) – czterodrzwiowy, pięciomiejscowy samochód z silnikiem o pojemności 1944 cm³ i mocy 22,1 kW umiejscowionym z przodu, napędzającym tylne koła. Produkowany w różnych wersjach nadwoziowych, m.in.: limuzyna, kabriolet, phaeton, furgonetka.
Wyprodukowano 494 egzemplarze tego modelu samochodu. Jeden z nich można zobaczyć w muzeum motoryzacji w Pradze.

## Szczegółowe dane techniczne
- Silnik
  - Pojemność skokowa: 1944 cm³
  - Średnica cylindra x skok tłoka: 75 × 110 mm
  - Moc maksymalna: 30 KM (22,1 kW) przy 2800 obr./min
- Wymiary i masy (phaeton)
  - Długość: 4400 mm
  - Wysokość: 1620 mm
  - Szerokość: 1400 mm
  - Rozstaw osi: 2950 mm
  - Masa własna: 1380 kg
  - DMC: 1250 kg
- Osiągi
  - Prędkość maksymalna: 85 km/h
  - Zużycie paliwa: 10-14l/100 km